# Bundesverwaltung
Unter dem Begriff Bundesverwaltung wird die öffentliche Verwaltung eines föderalen Bundesstaats oder Staatenbundes verstanden, die auf der obersten bzw. gesamtstaatlichen Ebene – der Bundesebene – angesiedelt ist.
Sie ist zu unterscheiden von der mittleren Verwaltungsebene der einzelnen Mitgliedstaaten oder Gliedstaaten wie den deutschen Bundesländern oder den US-amerikanischen Bundesstaaten sowie der unteren lokalen Verwaltungsebene, den Kommunen.
Zu den einzelnen Staaten siehe:
- Bundesverwaltung (Deutschland), Verwaltungsgliederung Deutschlands
- Bundesverwaltung (Österreich)
- Bundesverwaltung (Schweiz)
- Bundesstaatliche Gewalten (Vereinigte Staaten von Amerika)